# NetBurst
La microarquitectura NetBurst, anomenada P68 dins d'Intel, va ser la successora de la microarquitectura P6 a la família x86 d'unitats centrals de processament (CPU) fabricades per Intel. La primera CPU que va utilitzar aquesta arquitectura va ser la Pentium 4 de nucli Willamette, llançada el 20 de novembre de 2000 i la primera de les CPU Pentium 4; totes les variants posteriors de Pentium 4 i Pentium D també s'han basat en NetBurst. A mitjans de 2001, Intel va llançar el nucli Foster, que també es basava en NetBurst, canviant així també les CPU Xeon a la nova arquitectura. Les CPU Celeron basades en Pentium 4 també utilitzen l'arquitectura NetBurst.
NetBurst es va substituir per la microarquitectura Core basada en P6, llançada el juliol de 2006.

## Tecnologia
La microarquitectura NetBurst inclou funcions com Hyper-threading, Hyper Pipelined Technology, Rapid Execution Engine, Execution Trace Cache i sistema de reproducció que es van introduir per primera vegada en aquesta microarquitectura en particular, i algunes no van tornar a aparèixer després.

### Hiper fil
Hyper-threading és la implementació de multithreading simultani (SMT) propietat d'Intel que s'utilitza per millorar la paral·lelització de càlculs (fer múltiples tasques alhora) realitzades en processadors x86. Intel el va presentar amb processadors NetBurst el 2002. Més tard, Intel el va reintroduir a la microarquitectura Nehalem després de la seva absència al Core 2.

### Bus frontal de quatre bombes
Els nuclis de Northwood i Willamette inclouen un bus frontal extern (FSB) que funciona a 100 MHz que transfereix quatre bits per cicle de rellotge, tenint així una velocitat efectiva de 400 MHz. Les revisions posteriors del nucli de Northwood, juntament amb el nucli de Prescott (i els seus derivats) tenen un 800 efectiu. Bus frontal de MHz (200 MHz quad bombat). 

### Tecnologia Hyper-Pipelined
Els nuclis de Wilamette i Northwood contenen un pipeline d'instruccions de 20 etapes. Es tracta d'un augment significatiu del nombre d'etapes en comparació amb el Pentium III, que només tenia 10 etapes en el seu pipeline. El nucli de Prescott va augmentar la longitud del gasoducte a 31 etapes. Un inconvenient de les canonades més llargues és l'augment del nombre d'etapes que s'han de remuntar en el cas que es produeixi una predicció errònia del ramal, augmentant la penalització d'aquesta mala predicció. Per solucionar aquest problema, Intel va idear el motor d'execució ràpida i ha invertit molt en la seva tecnologia de predicció de branques, que Intel afirma que redueix les prediccions errònies de les branques en un 33% respecte al Pentium III. En realitat, el gasoducte més llarg va donar lloc a una eficiència reduïda gràcies a un menor nombre d'instruccions per rellotge (IPC) executades, ja que no es van poder assolir velocitats de rellotge prou altes per compensar la pèrdua de rendiment a causa d'un augment més gran del que s'esperava en el consum d'energia i la calor.

### Motor d'execució ràpida
Amb aquesta tecnologia, les dues unitats aritmètiques lògiques (ALU) del nucli de la CPU es bombegen doblement, el que significa que funcionen realment al doble de la freqüència del rellotge del nucli. Per exemple, en un 3.8 GHz, les ALU funcionaran efectivament a 7,6 GHz. El motiu d'això és, en general, compensar el baix recompte d'IPC; a més, això millora considerablement el rendiment sencer de la CPU. Intel també va substituir el canvi de barril d'alta velocitat per una unitat d'execució de canvi/girar que funciona a la mateixa freqüència que el nucli de la CPU. L'inconvenient és que certes instruccions són ara molt més lentes (relativament i absolutament) que abans, cosa que dificulta l'optimització per a diverses CPU objectiu. Un exemple són les operacions de canvi i rotació, que pateixen la manca d'un canviador de barril que estava present a cada CPU x86 començant per l'i386, inclòs el processador principal competidor, Athlon.